# Cast of Thousands
Об альбоме 2003 года британской группы Elbow см. Cast of Thousands (альбом Elbow)
Cast of Thousands — второй студийный альбом английской панк-группы The Adverts, записанный с продюсером Томом Ньюманом и выпущенный RCA в 1979 году.

## Об альбоме
Cast of Thousands, радикально отличавшийся по звучанию от дебютного Crossing the Red Sea with the Adverts, был холодно встречен критикой, которая лишь некоторое время спустя признала, что он значительно опередил своё время .

## Список композиций
- Автор всех песен — T.V. Smith

1. «Cast of Thousands»
2. «The Adverts»
3. «My Place»
4. «Male Assault»
5. «Television’s Over»
6. «Fate of Criminals»
7. «Love Songs»
8. «I Surrender»
9. «I Looked at the Sun»
10. «I Will Walk You Home»

## Участники записи
- T.V. Smith — вокал
- Gaye Advert — бас-гитара
- Howard Pickup — гитара, вокал
- Rod Latter — ударные
- Tim Cross — клавишные
- Tom Newman — гитара
- Richard Strange — синтезатор (композиция Cast of Thousands)